# Karl Duill
Karl Duill (* vor 1890; † nach 1900) war ein deutscher Radsportler.

## Laufbahn
Karl Duill nahm an den Olympischen Sommerspielen 1900 teil. Im Bahnradsprint schied er im Viertelfinale aus, erfolgreicher verlief für ihn das 5000-Meter-Punktefahren, was vom Internationalen Olympischen Komitee nicht als offizieller Wettbewerb anerkannt wird. Dort belegte Duill den zweiten Rang hinter dem Italiener Enrico Brusoni.